# Вовчківська сільська рада (Зборівський район)
Во́вчківська сільська́ ра́да — адміністративно-територіальна одиниця та орган місцевого самоврядування у Зборівському районі Тернопільської області. Адміністративний центр — село Вовчківці.

## Загальні відомості
Вовчківська сільська рада утворена в 1939 році.
- Територія ради: 4,87 км²
- Населення ради: 791 особа (станом на 2001 рік)
- Територією ради протікає річка Стрипа

## Населені пункти
Сільській раді були підпорядковані населені пункти:
- с. Вовчківці
- с. Івачів
- с. Корчунок
- с. Нище

## Склад ради
Рада складалася з 15 депутатів та голови.
- Голова ради: Антонів Богдан Михайлович
- Секретар ради: Богач Галина Євгенівна

### Керівний склад попередніх скликань
| Прізвище, ім'я, по батькові | Основні відомості                                                                                                | Дата обрання | Дата звільнення |
| --------------------------- | --- | ------------ | --------------- |
| Антонів Богдан Михайлович   | Сільський голова, 1958 року народження, освіта середня спеціальна, член Всеукраїнського об'єднання «Батьківщина» | 26.03.2006   | 31.10.2010      |
| Антонів Богдан Михайлович   | Сільський голова, 1958 року народження, освіта середня спеціальна, член Всеукраїнського об'єднання «Батьківщина» | 31.10.2010   |                 |

Примітка: таблиця складена за даними сайту Верховної Ради України

### Депутати
За результатами місцевих виборів 2010 року депутатами ради стали:

#### За суб'єктами висування
| Суб'єкт висування | Кількість обраних депутатів | %   |
| ----------------- | --------------------------- | --- |
| Самовисування     | 15                          | 100 |

#### За округами
| № округу | Прізвище, ім'я, по батькові    | Дата визнання обраним | Освіта             | Партійна приналежність | Відомості про обраного депутата                       |
| -------- | ------------------------------ | --------------------- | ------------------ | ---------------------- | ----------------------------------------------------- |
| 1        | Антонів Марія Зіновіївна       | 05.11.2010            | середня            | позапартійна           | Вовчківська сільська ра да, техпрацівник              |
| 2        | Генсіровський Ігор Миколайович | 05.11.2010            | середня            | позапартійний          | Золочівський коледж ЛНАУ, студент                     |
| 3        | Миколів Стефанія Петрівна      | 05.11.2010            | середня спеціальна | позапартійна           | фельдшерсько-акушерський пункт с. Вовчківці, фельдшер |
| 4        | Партика Іван Михайлович        | 05.11.2010            | середня спеціальна | позапартійний          | тимчасово не працює                                   |
| 5        | Мацишин Віталій Ярославович    | 05.11.2010            | середня спеціальна | позапартійний          | тимчасово не працює                                   |
| 6        | Богач Галина Євгенівна         | 05.11.2010            | середня спеціальна | позапартійна           | Вовчківська сільська рада, секретар                   |
| 7        | Дубік Ольга Ярославівна        | 05.11.2010            | вища               | позапартійна           | Вовчківська сільська рада, бухгалтер                  |
| 8        | Дубік Володимир Ігорович       | 05.11.2010            | середня            | позапартійний          | Зборівський коледж ТНТУ ім. І.Пулюя, студент          |
| 9        | Рукавець Лілія Богданівна      | 05.11.2010            | незакінчена вища   | позапартійна           | фельдшерсько-акушерський пункт с. Івачів, фельдшер    |
| 10       | Дубік Галина Богданівна        | 05.11.2010            | середня спеціальна | позапартійна           | Відділення зв'язку с. Вовчківці, листоноша            |
| 11       | Бучковський Михайло Петрович   | 05.11.2010            | середня спеціальна | позапартійний          | пенсіонер                                             |
| 12       | Павлишин Іван Стефанович       | 05.11.2010            | середня спеціальна | позапартійний          | Сільський клуб с. Нище, завідувач                     |
| 13       | Жовток Олег Ігорович           | 05.11.2010            | вища               | позапартійний          | тимчасово не працює                                   |
| 14       | Франків Михайло Володимирович  | 05.11.2010            | середня            | позапартійний          | Залозецьке лісництво, лісник                          |
| 15       | Володимир Олег Степанович      | 05.11.2010            | вища               | позапартійний          | тимчасово не працює                                   |